# Achille Martelli

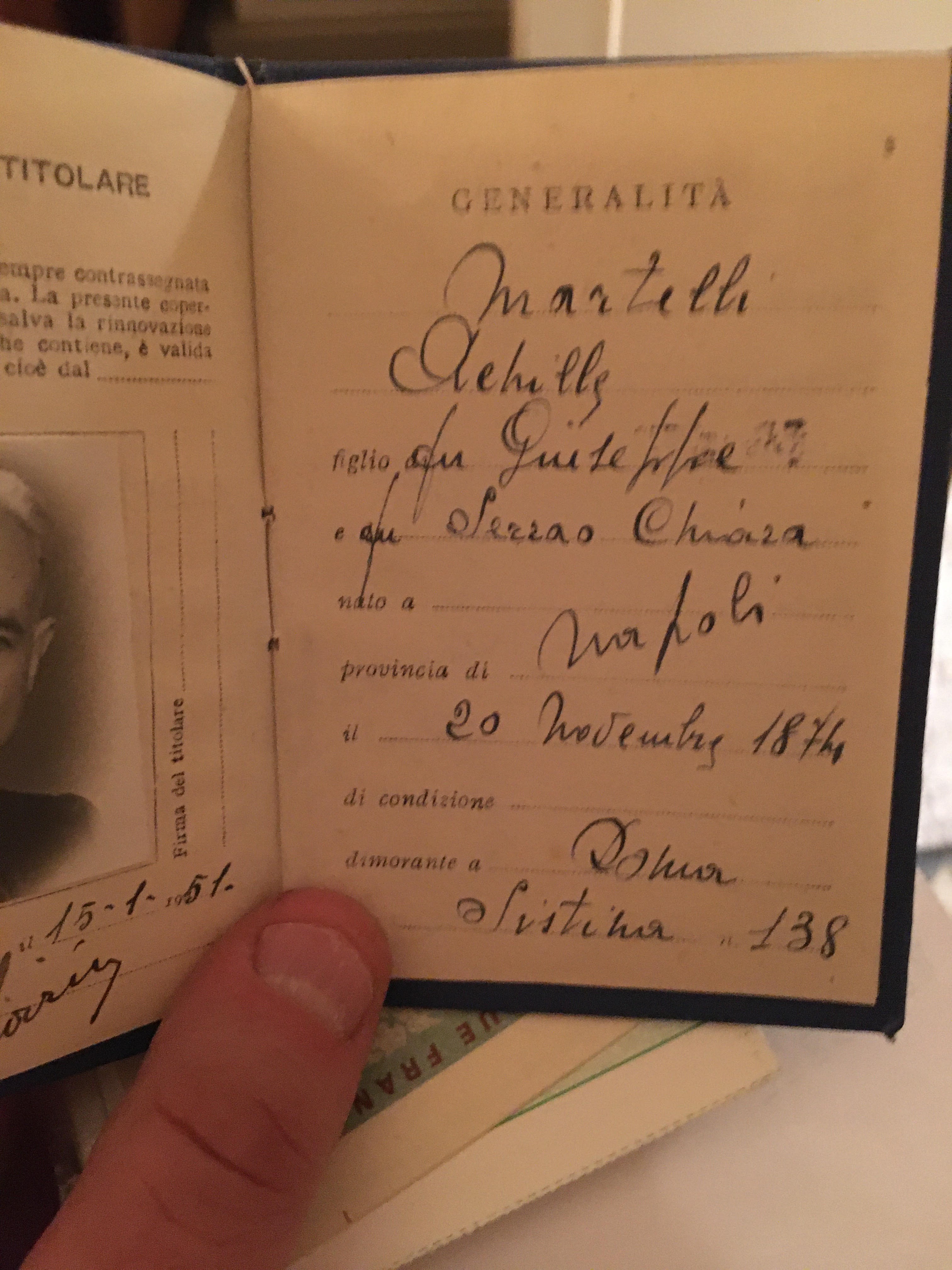
Porto d'armi

Achille Martelli (Napoli, 20 novembre 1874 – Roma, 7 gennaio 1962) è stato un militare italiano, insignito della medaglia d'oro al valor militare a vivente nel corso della prima guerra mondiale.

## Biografia
Nacque a Napoli il 20 novembre 1874, figlio di Giuseppe e di Chiara Serrao. Arruolatosi volontario nel Regio Esercito, arma di fanteria, in qualità di allievo sottufficiale nel novembre 1892, tre anni dopo, con il grado di sergente, combatté in Africa e combatté nella battaglia di Adua con il 6º Battaglione fanteria d'Africa del maggiore Leopoldo Prato; il 1º marzo 1896, fu decorato di medaglia di bronzo al valor militare. Posto in congedo si trasferì negli Stati Uniti d'America divenendo segretario del Consolato del Regno d'Italia a Filadelfia. All'atto della dichiarazione di guerra all'Impero austro-ungarico chiese subito di rientrare in Italia. Arruolatosi nell'esercito con il grado di sergente maggiore, nel dicembre 1915 raggiunse il 132º Reggimento fanteria "Lazio" sul Monte San Michele. Rimasto ferito in combattimento, per il valore dimostrato in azione fu promosso sottotenente per merito di guerra nel febbraio 1916. Intossicato da gas asfissianti lanciati dal nemico sul Monte San Michele il 29 giugno successivo fu raccolto praticamente morente sul campo. Durante l'offensiva autunnale lanciata del Regio Esercito sul Carso, combattendo coi fanti di un battaglione del 30º Reggimento fanteria "Pisa", conquistò una dolina chiamata, poi, "Dolina Martelli", e ferito per la terza volta da una scheggia ad una spalla, che gli lese un polmone, venne soccorso moribondo. Promosso tenente per merito di guerra, mentre era degente in ospedale, ritornò poi in linea, e nel giugno 1917 combatté sul Faiti e sul Volkovniac e venne promosso capitano per merito di guerra nell'agosto 1917. Durante la battaglia del solstizio, nel giugno 1918, combatté con i fanti della brigata Calabria, ricevendo la promozione a maggiore per merito di guerra. Assunto il comando del IV Reparto d'assalto combatté eroicamente nella battaglia di Vittorio Veneto. Per gli innumerevoli atti di valore compiuti durante i tre anni di guerra, gli venne conferita, con Regio Decreto 8 gennaio 1922, la medaglia d’oro al valor militare a vivente. Fu commissario governativo dell'Istituto Nazionale del Nastro Azzurro nel 1943 e dal 1944 al 1952. Morì a Roma il 7 gennaio 1962.
Sposato con Annamaria Sandri in Martelli, padre di tre figli : Giuseppe, Adriana, Vittore